# Verein für Bewegungsspiele Stuttgart 1893 1995-1996
Questa voce raccoglie le informazioni riguardanti il Verein für Bewegungsspiele Stuttgart 1893 nelle competizioni ufficiali della stagione 1995-1996.

## Stagione
Nella stagione 1995-1996 lo Stoccarda, allenato da Rolf Fringer, concluse il campionato di Bundesliga al 10º posto. In Coppa di Germania lo Stoccarda fu eliminato al primo turno dal Sandhausen.

## Rosa
| N. |                        | Ruolo | Calciatore       |
| -- | ---------------------- | ----- | ---------------- |
| 2  | Germania (bandiera)    | D     | Hendrik Herzog   |
| 3  | Germania (bandiera)    | C     | Thorsten Legat   |
| 4  | Germania (bandiera)    | D     | Thomas Berthold  |
| 5  | Paesi Bassi (bandiera) | D     | Frank Verlaat    |
| 6  | Germania (bandiera)    | D     | Franco Foda      |
| 7  | Germania (bandiera)    | C     | Andreas Buck     |
| 7  | Germania (bandiera)    | C     | Matthias Hagner  |
| 8  | Germania (bandiera)    | C     | Marco Haber      |
| 9  | Brasile (bandiera)     | A     | Giovane Élber    |
| 10 | Bulgaria (bandiera)    | C     | Krasimir Balăkov |
| 11 | Germania (bandiera)    | A     | Fredi Bobic      |
| 12 | Germania (bandiera)    | A     | Axel Kruse       |
| 13 | Germania (bandiera)    | D     | Günther Schäfer  |
| 14 | Germania (bandiera)    | D     | Thomas Schneider |

| N. |                     | Ruolo | Calciatore        |
| -- | ------------------- | ----- | ----------------- |
| 15 | Polonia (bandiera)  | A     | Radosław Gilewicz |
| 16 | Germania (bandiera) | C     | Gerhard Poschner  |
| 17 | Germania (bandiera) | D     | Marco Grimm       |
| 18 | Germania (bandiera) | D     | Michael Oelkuch   |
| 19 | Germania (bandiera) | C     | Michael Bochtler  |
| 20 | Islanda (bandiera)  | A     | Helgi Sigurðsson  |
| 21 | Germania (bandiera) | A     | Sascha Maier      |
| 22 | Germania (bandiera) | P     | Eberhard Trautner |
| 24 | Germania (bandiera) | D     | Tobias Büttner    |
| 25 | Serbia (bandiera)   | D     | Slobodan Dubajić  |
| 26 | Germania (bandiera) | P     | Marc Ziegler      |
| 34 | Germania (bandiera) | C     | Danny Schwarz     |
|    | Germania (bandiera) | P     | Thorsten Walther  |

## Organigramma societario
Area tecnica
- Allenatore: Rolf Fringer
- Allenatore in seconda: Joachim Löw
- Preparatore dei portieri: Jochen Rücker
- Preparatori atletici: Gerhard Wörn

## Calciomercato

### Sessione estiva
| Acquisti | Acquisti          | Acquisti              | Acquisti |
| R.       | Nome              | da                    | Modalità |
| -------- | ----------------- | --------------------- | -------- |
| C        | Matthias Hagner   | Eintracht Francoforte |          |
| C        | Krasimir Balăkov  | Sporting Lisbona      |          |
| A        | Radosław Gilewicz | San Gallo             |          |
| D        | Marco Grimm       | Bayern Monaco         |          |
| C        | Marco Haber       | Kaiserslautern        |          |
| D        | Hendrik Herzog    | Schalke 04            |          |
| C        | Thorsten Legat    | Eintracht Francoforte |          |
| D        | Michael Oelkuch   | VfL Kirchheim/Teck    |          |
| D        | Frank Verlaat     | Auxerre               |          |
| P        | Thorsten Walther  | Augusta               |          |

| Cessioni | Cessioni              | Cessioni        | Cessioni |
| R.       | Nome                  | a               | Modalità |
| -------- | --------------------- | --------------- | -------- |
| D        | Joseph Addo           | FSV Francoforte |          |
| C        | Ante Čović            | Norimberga      |          |
| C        | Dunga                 | Júbilo Iwata    |          |
| P        | Eike Immel            | Manchester City |          |
| C        | Marc Kienle           | Duisburg        |          |
| C        | Michél Mazingu-Dinzey | St. Pauli       |          |
| C        | Thomas Strunz         | Bayern Monaco   |          |

### Sessione invernale
| Acquisti | Acquisti | Acquisti | Acquisti |
| R.       | Nome     | da       | Modalità |
| -------- | -------- | -------- | -------- |

| Cessioni | Cessioni    | Cessioni | Cessioni |
| R.       | Nome        | a        | Modalità |
| -------- | ----------- | -------- | -------- |
| C        | Ludwig Kögl | Lucerna  |          |

## Risultati

### Bundesliga

#### Girone di andata
| Stoccarda 11 agosto 1995, ore 20:00 CEST 1ª giornata | Stoccarda | 0 – 0 referto | Uerdingen 05 | Gottlieb-Daimler-Stadion (28 000 spett.)\| Arbitro: \| Fleske \| |
| Arbitro:                                             | Fleske    |               |              |                                                                  |

| Arbitro: | Aust |

|              |           |                    |
| Borimirov 5’ | Marcatori | 51’ (rig.) Balăkov |

| Arbitro: | Dardenne |

|                            |           |                |
| Élber 12’, 74’ Balăkov 21’ | Marcatori | 29’ Sundermann |

| Arbitro: | Jansen |

|                   |           |           |
| Brehme 44’ (rig.) | Marcatori | 84’ Bobic |

| Arbitro: | Heynemann |

|           |           |                                         |
| Kruse 47’ | Marcatori | 55’ Völler 75’, 85’ Kirsten 88’ Menezes |

| Arbitro: | Malbranc |

|                                                                          |           |                                   |
| Júlio César 5’ Sammer 10’ Herrlich 24’ Möller 34’, 66’ Reuter 49’ (rig.) | Marcatori | 3’ Élber 53’ Gilewicz 74’ Balăkov |

| Arbitro: | Fröhlich |

|                                           |           |  |
| Bobic 19’, 60’ Élber 30’, 67’ Balăkov 51’ | Marcatori |  |

| Arbitro: | Krug |

|            |           |                                  |
| Driller 3’ | Marcatori | 17’ Élber 39’ Bobic 74’ Gilewicz |

| Arbitro: | Pohlmann |

|                                                |           |                                 |
| Weilandt 33’ Schneider 45’ Berthold 80’ (aut.) | Marcatori | 28’ Bobic 52’ Verlaat 77’ Élber |

| Arbitro: | Fandel |

|                                 |           |                       |
| Balăkov 42’ Élber 67’ Bobic 83’ | Marcatori | 23’ Hagner 88’ Mornar |

| Arbitro: | Weber |

|                                                           |           |                          |
| Strunz 45’ Zickler 49’, 85’ Scholl 63’ (rig.), 90’ (rig.) | Marcatori | 77’ Kruse 79’, 84’ Élber |

| Arbitro: | Werthmann |

|           |           |            |
| Bobic 78’ | Marcatori | 69’ Basler |

| Arbitro: | Malbranc |

|                           |           |                     |
| Gaißmayer 57’ Goldbæk 72’ | Marcatori | 62’ Bobic 79’ Élber |

| Arbitro: | Wagner |

|                              |           |                  |
| Balăkov 43’ (rig.) Bobic 57’ | Marcatori | 24’ Max 75’ Thon |

| Arbitro: | Strampe |

|              |           |                     |
| Katemann 32’ | Marcatori | 65’ Élber 67’ Bobic |

| Arbitro: | Krug |

|                                                 |           |  |
| Bobic 20’ Balăkov 83’ (rig.) Schnoor 86’ (aut.) | Marcatori |  |

| Arbitro: | Jansen |

|                   |           |                     |
| Häßler 75’ (rig.) | Marcatori | 21’ Bobic 50’ Kruse |

#### Girone di ritorno
| Arbitro: | Merk |

|                                            |           |                                             |
| Meijer 13’ (rig.) Laeßig 47’ Bittengel 90’ | Marcatori | 35’ Kruse 56’ Herzog 87’ Élber 89’ Gilewicz |

| Arbitro: | Steinborn |

|                     |           |                                  |
| Herzog 5’ Bobic 31’ | Marcatori | 15’ Winkler 21’ Bodden 74’ Nowak |

| Arbitro: | Berg |

|                        |           |              |
| Todt 25’ Decheiver 74’ | Marcatori | 75’ Poschner |

| Arbitro: | Zerr |

|                     |           |  |
| Élber 57’ Haber 83’ | Marcatori |  |

| Leverkusen 8 marzo 1996, ore 20:00 CET 22ª giornata | Bayer Leverkusen | 0 – 0 referto | Stoccarda | Ulrich-Haberland-Stadion (21 400 spett.)\| Arbitro: \| Buchhart \| |
| Arbitro:                                            | Buchhart         |               |           |                                                                    |

| Arbitro: | Heynemann |

|  |           |                                                   |
|  | Marcatori | 17’ Riedle 41’ Zorc 51’, 78’ Chapuisat 80’ Ricken |

| Arbitro: | Strampe |

|              |           |           |
| Pflipsen 70’ | Marcatori | 14’ Kruse |

| Arbitro: | Dardenne |

|           |           |             |
| Kruse 19’ | Marcatori | 72’ Driller |

| Arbitro: | Buchhart |

|           |           |               |
| Élber 29’ | Marcatori | 62’ Akpoborie |

| Arbitro: | Kasper |

|                        |           |                      |
| Ekström 27’ Okocha 42’ | Marcatori | 2’ Haber 5’ Gilewicz |

| Arbitro: | Krug |

|  |           |               |
|  | Marcatori | 48’ Klinsmann |

| Arbitro: | Jansen |

|                |           |                          |
| Basler 2’, 51’ | Marcatori | 57’ Gilewicz 87’ Oelkuch |

| Arbitro: | Kemmling |

|  |           |             |
|  | Marcatori | 56’ Polster |

| Arbitro: | Merk |

|                    |           |  |
| Mulder 65’ Max 89’ | Marcatori |  |

| Arbitro: | Fleske |

|                |           |                         |
| Bobic 83’, 89’ | Marcatori | 49’, 75’ Cyroń 68’ Judt |

| Arbitro: | Aust |

|                                |           |  |
| Bäron 7’ Fischer 48’ Spörl 74’ | Marcatori |  |

| Arbitro: | Strampe |

|                          |           |            |
| Bobic 12’, 71’ Élber 42’ | Marcatori | 26’ Dundee |

### Coppa di Germania
| Arbitro: | Buchhart |

|                                                                                                   |                        |                                                                                                  |
| Bernhardt 37’ Staletović 87’                                                                      | Marcatori              | 11’ Balăkov 51’ Bobic                                                                            |
| Hahn Feucht Merkel Lässig Ehmann Friedmann Pukallus Mirwald Wollner Staletović Reiser Hahn Feucht | Tiri di rigore 13 – 12 | Balăkov Berthold Herzog Grimm Foda Buck Kruse Schneider Poschner Ziegler Balăkov Berthold Herzog |

### Coppa Intertoto

#### Fase a gironi
| 22 giugno 1996 1ª giornata |  | – Turno di riposo |  |  |

| Arbitro: | Wegereef |

|  |           |              |
|  | Marcatori | 29’ Grønkjær |

| Arbitro: | Hamer |

|            |           |                               |
| Stokes 78’ | Marcatori | 10’, 45’, 87’ Élber 83’ Grimm |

| Arbitro: | Zuppinger |

|  |           |                              |
|  | Marcatori | 36’ Edmílson 89’ Krupniković |

| Arbitro: | Ovchinnikov |

|  |           |                                            |
|  | Marcatori | 45’, 58’ Hagner 54’ Balăkov 70’ Sigurðsson |

## Statistiche

### Statistiche di squadra
| Competizione      | Punti | In casa | In casa | In casa | In casa | In casa | In casa | In trasferta | In trasferta | In trasferta | In trasferta | In trasferta | In trasferta | Totale | Totale | Totale | Totale | Totale | Totale | DR |
| Competizione      | Punti | G       | V       | N       | P       | Gf      | Gs      | G            | V            | N            | P            | Gf           | Gs           | G      | V      | N      | P      | Gf     | Gs     | DR |
| ----------------- | ----- | ------- | ------- | ------- | ------- | ------- | ------- | ------------ | ------------ | ------------ | ------------ | ------------ | ------------ | ------ | ------ | ------ | ------ | ------ | ------ | -- |
| Bundesliga        | 43    | 17      | 6       | 5       | 6       | 29      | 26      | 17           | 4            | 8            | 5            | 30           | 36           | 34     | 10     | 13     | 11     | 59     | 62     | -3 |
| Coppa di Germania | -     | 0       | 0       | 0       | 0       | 0       | 0       | 1            | 0            | 1            | 0            | 2            | 2            | 1      | 0      | 1      | 0      | 2      | 2      | 0  |
| Coppa Intertoto   | -     | 2       | 0       | 0       | 2       | 0       | 3       | 2            | 2            | 0            | 0            | 8            | 1            | 4      | 2      | 0      | 2      | 8      | 4      | +4 |
| Totale            | 43    | 19      | 6       | 5       | 8       | 29      | 29      | 20           | 6            | 9            | 5            | 40           | 39           | 39     | 12     | 14     | 13     | 69     | 68     | +1 |

### Andamento in campionato
| Giornata  | 1  | 2  | 3 | 4 | 5  | 6  | 7 | 8 | 9 | 10 | 11 | 12 | 13 | 14 | 15 | 16 | 17 | 18 | 19 | 20 | 21 | 22 | 23 | 24 | 25 | 26 | 27 | 28 | 29 | 30 | 31 | 32 | 33 | 34 |
| --------- | -- | -- | - | - | -- | -- | - | - | - | -- | -- | -- | -- | -- | -- | -- | -- | -- | -- | -- | -- | -- | -- | -- | -- | -- | -- | -- | -- | -- | -- | -- | -- | -- |
| Luogo     | C  | T  | C | T | C  | T  | C | T | T | C  | T  | C  | T  | C  | T  | C  | T  | T  | C  | T  | C  | T  | C  | T  | C  | C  | T  | C  | T  | C  | T  | C  | T  | C  |
| Risultato | N  | N  | V | N | P  | P  | V | V | N | V  | P  | N  | N  | N  | V  | V  | V  | V  | P  | P  | V  | N  | P  | N  | N  | N  | N  | P  | N  | P  | P  | P  | P  | V  |
| Posizione | 12 | 11 | 6 | 5 | 11 | 12 | 9 | 8 | 8 | 5  | 6  | 5  | 6  | 7  | 7  | 6  | 3  | 3  | 3  | 3  | 3  | 3  | 5  | 5  | 5  | 5  | 5  | 6  | 7  | 8  | 10 | 10 | 11 | 10 |

Legenda:

Luogo: C = Casa; T = Trasferta. Risultato: V = Vittoria; N = Pareggio; P = Sconfitta.

### Statistiche dei giocatori
| Giocatore     | Bundesliga | Bundesliga | Bundesliga  | Bundesliga | Coppa di Germania | Coppa di Germania | Coppa di Germania | Coppa di Germania | Totale   | Totale | Totale      | Totale     |
| Giocatore     | Presenze   | Reti       | Ammonizioni | Espulsioni | Presenze          | Reti              | Ammonizioni       | Espulsioni        | Presenze | Reti   | Ammonizioni | Espulsioni |
| ------------- | ---------- | ---------- | ----------- | ---------- | ----------------- | ----------------- | ----------------- | ----------------- | -------- | ------ | ----------- | ---------- |
| K. Balăkov    | 34         | 7          | 3           | 0          | 1                 | 1                 | 0                 | 0                 | 35       | 8      | 3           | 0          |
| T. Berthold   | 27         | 0          | 7           | 0          | 1                 | 0                 | 1                 | 0                 | 28       | 0      | 8           | 0          |
| F. Bobic      | 26         | 17         | 6           | 0          | 1                 | 1                 | 1                 | 0                 | 27       | 18     | 7           | 0          |
| M. Bochtler   | 17         | 0          | 2           | 1          | 0                 | 0                 | 0                 | 0                 | 17       | 0      | 2           | 1          |
| A. Buck       | 19         | 0          | 3           | 0          | 1                 | 0                 | 1                 | 0                 | 20       | 0      | 4           | 0          |
| T. Büttner    | 0          | 0          | 0           | 0          | 0                 | 0                 | 0                 | 0                 | 0        | 0      | 0           | 0          |
| S. Dubajić    | 0          | 0          | 0           | 0          | 0                 | 0                 | 0                 | 0                 | 0        | 0      | 0           | 0          |
| F. Foda       | 28         | 0          | 7           | 0          | 1                 | 0                 | 0                 | 0                 | 29       | 0      | 7           | 0          |
| R. Gilewicz   | 23         | 5          | 2           | 0          | 1                 | 0                 | 0                 | 0                 | 24       | 5      | 2           | 0          |
| M. Grimm      | 21         | 0          | 2           | 0          | 1                 | 0                 | 1                 | 0                 | 22       | 0      | 3           | 0          |
| M. Haber      | 25         | 2          | 1           | 1          | 0                 | 0                 | 0                 | 0                 | 25       | 2      | 1           | 1          |
| H. Herzog     | 30         | 2          | 13          | 0          | 1                 | 0                 | 0                 | 0                 | 31       | 2      | 13          | 0          |
| A. Kruse      | 27         | 6          | 5           | 0          | 1                 | 0                 | 0                 | 0                 | 28       | 6      | 5           | 0          |
| L. Kögl       | 11         | 0          | 1           | 0          | 0                 | 0                 | 0                 | 0                 | 11       | 0      | 1           | 0          |
| T. Legat      | 15         | 0          | 2           | 0          | 0                 | 0                 | 0                 | 0                 | 15       | 0      | 2           | 0          |
| S. Maier      | 0          | 0          | 0           | 0          | 0                 | 0                 | 0                 | 0                 | 0        | 0      | 0           | 0          |
| M. Oelkuch    | 11         | 1          | 3           | 0          | 0                 | 0                 | 0                 | 0                 | 11       | 1      | 3           | 0          |
| G. Poschner   | 28         | 1          | 7           | 1          | 1                 | 0                 | 0                 | 0                 | 29       | 1      | 7           | 1          |
| T. Schneider  | 18         | 0          | 5           | 1          | 1                 | 0                 | 1                 | 0                 | 19       | 0      | 6           | 1          |
| D. Schwarz    | 9          | 0          | 1           | 0          | 0                 | 0                 | 0                 | 0                 | 9        | 0      | 1           | 0          |
| G. Schäfer    | 8          | 0          | 2           | 0          | 0                 | 0                 | 0                 | 0                 | 8        | 0      | 2           | 0          |
| H. Sigurðsson | 0          | 0          | 0           | 0          | 0                 | 0                 | 0                 | 0                 | 0        | 0      | 0           | 0          |
| E. Trautner   | 5          | 0          | 0           | 0          | 0                 | 0                 | 0                 | 0                 | 5        | 0      | 0           | 0          |
| F. Verlaat    | 18         | 1          | 2           | 0          | 1                 | 0                 | 0                 | 1                 | 19       | 1      | 2           | 1          |
| T. Walther    | 0          | 0          | 0           | 0          | 0                 | 0                 | 0                 | 0                 | 0        | 0      | 0           | 0          |
| M. Ziegler    | 29         | 0          | 1           | 0          | 1                 | 0                 | 0                 | 0                 | 30       | 0      | 1           | 0          |
| M. Ziegler    | 2          | 0          | 0           | 0          | 0                 | 0                 | 0                 | 0                 | 2        | 0      | 0           | 0          |
| G. Élber      | 33         | 16         | 8           | 0          | 1                 | 0                 | 0                 | 0                 | 34       | 16     | 8           | 0          |